# 헬레포르스시

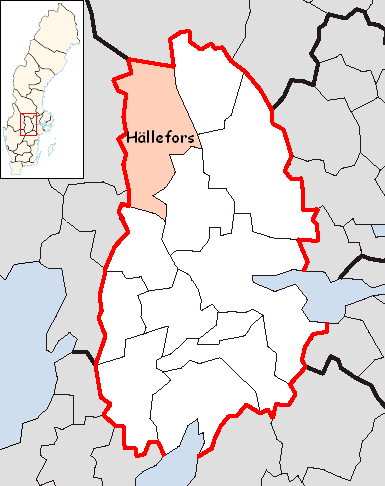
헬레포르스 시의 위치

헬레포르스시(스웨덴어: Hällefors kommun)는 스웨덴 외레브로주에 위치한 지방 자치체로 행정 중심지는 헬레포르스이며 면적은 1,151.25km2, 인구는 7,138명(2016년 12월 31일 기준), 인구 밀도는 6.2명/km2이다.

시 문장